# Mr. "Personality"
| Recensione | Giudizio |
| ---------- | -------- |
| AllMusic   |          |

Mr. "Personality" è il secondo album di Lloyd Price, pubblicato dalla casa discografica ABC-Paramount Records nell'agosto del 1959.

## Tracce

### LP
Lato A
1. Personality – 2:35 (Harold Logan, Lloyd Price) – Registrato il 25 marzo 1959 al Bell Sound Studio di New York
2. Mary Anne – 2:33 (Ray Charles) – Registrato il 9 luglio 1959 al Bell Sound Studio di New York
3. Time After Time – 2:17 (testo: Sammy Cahn – musica: Jule Styne) – Registrato il 7 luglio 1959 al Bell Sound Studio di New York
4. Have You Ever Had the Blues – 2:05 (Bill Jennings, Harold Logan, Lloyd Price) – Registrato il 25 marzo 1959 al Bell Sound Studio di New York
5. Yakety-Yak – Bing Bang – 2:00 (Lloyd Price, Harold Logan) – Registrato il 9 luglio 1959 al Bell Sound Studio di New York
6. I Only Have Eyes for You – 1:49 (testo: Al Dubin – musica: Harry Warren) – Registrato il 7 luglio 1959 al Bell Sound Studio di New York

Lato B
1. I'm Gonna Get Married – 2:18 (Harold Logan, Lloyd Price) – Registrato il 25 maggio 1959 al Bell Sound Studio di New York
2. Dinner for One – 2:18 (Lloyd Price, Harold Logan) – Registrato l'8 luglio 1959 al Bell Sound Studio di New York
3. Is It Really Love? – 1:40 (Lloyd Price, Harold Logan) – Registrato il 4 dicembre 1958 al Bell Sound Studio di New York
4. Poppa-Shun – 2:33 (Lloyd Price, Harold Logan) – Registrato il 9 luglio 1959 al Bell Sound Studio di New York
5. All of Me – 2:52 (Gerald Marks, Seymour Simons) – Registrato l'8 luglio 1959 al Bell Sound Studio di New York
6. I Want You to Know – 2:15 (Lloyd Price, Harold Logan) – Registrato l'8 luglio 1959 al Bell Sound Studio di New York

## Musicisti
Personality / Have You Ever Had the Blues
- Lloyd Price – voce
- Bill Jones – chitarra
- Ted Curson – tromba
- The Ray Charles Singers – cori
- Altri musicisti non accreditati

Mary Anne / Yakety-Yak – Bing Bang / Poppa-Shun
- Lloyd Price – voce
- Don Costa – direttore orchestra e cori
- Componenti orchestra non accreditati

Time After Time / I Only Have Eyes for You
- Lloyd Price – voce
- Don Costa – direttore orchestra e cori
- Componenti orchestra non accreditati

I'm Gonna Get Married
- Lloyd Price – voce
- Bill Jones – chitarra
- Ted Curson – tromba
- The Ray Charles Singers – cori
- Altri musicisti non accreditati

Dinner for One / All of Me / I Want You to Know
- Lloyd Price – voce
- Don Costa – direttore orchestra e cori
- Componenti orchestra non accreditati

Is It Really Love?
- Lloyd Price – voce
- John Patton – piano
- Ted Curson – tromba
- Sconosciuto – sassofono baritono
- Clarence Johnson – contrabbasso
- Sticks Simpkins – batteria
- The Ray Charles Singers – cori

Note aggiuntive
- Don Costa – produttore
- Rick Ward – note retrocopertina album originale[4]

## Classifica
Singoli
| Anno | Titolo del brano      | Classifica             | Posizione raggiunta |
| ---- | --------------------- | ---------------------- | ------------------- |
| 1959 | Personality           | Billboard Hot 100      | 2                   |
| 1959 | I'm Gonna Get Married | Billboard Hot 100      | 3                   |
| 1959 | Personality           | Hot R&B/Hip-Hop Songs  | 1                   |
| 1959 | I'm Gonna Get Married | Hot R&B/Hip-Hop Songs  | 1                   |
| 1959 | Personality           | Official Singles Chart | 9                   |
| 1959 | I'm Gonna Get Married | Official Singles Chart | 23                  |